# Banksia serrata
Banksia serrata är en tvåhjärtbladig växtart som beskrevs av Carl von Linné den yngre. Banksia serrata ingår i släktet Banksia och familjen Proteaceae. Inga underarter finns listade i Catalogue of Life.